# Delia Nivolelli
Delia Nivolelli è una DOC riservata ad alcuni vini la cui produzione è consentita nella Provincia di Trapani.

## Zona di produzione
I vini appartenenti alla DOC Delia Nivolelli possono essere prodotti esclusivamente su terreni di medio impasto.
La zona di produzione comprende parte dei comuni di: Mazara del Vallo, Marsala, Petrosino, Salemi.

## Tecniche di produzione
È consentita solo la coltura specializzata con densità non inferiore a 2500 ceppi/ettaro per i vecchi impianti e non inferiore a 3000 ceppi/ettaro per i nuovi. Sono ammesse solo le forme di allevamento a contro spalliera o ad alberello. È vietata l'irrigazione. (È ammessa solo quella di soccorso).
La vinificazione e l'invecchiamento devono essere effettuate di norma all'interno della zona di produzione.
La menzione "riserva" può essere attribuita ai vini rossi della DOC qualora siano stati sottoposti a maturazione ed affinamento per almeno 24 mesi (a decorrere dal 1º gennaio successivo all'anno di produzione delle uve).
La menzione "novello" può essere attribuita a qualsiasi vino rosso della DOC, purché vinificato ed imbottigliato in conformità alla normativa specifica vigente.

## Tipologie

### Inzolia
| uvaggio                        | Inzolia (Ansonica) min 85% Vitigni a bacca bianca idonei alla coltivazione nella regione Sicilia max 15% |
| titolo alcolometrico minimo    | xx,00% vol.                                                                                              |
| acidità totale minima          | x,x g/l.                                                                                                 |
| estratto secco minimo          | xx,00 g/l                                                                                                |
| resa massima di uva per ettaro | xxx q.                                                                                                   |
| resa massima di uva in vino    | xx % |

#### Caratteri organolettici
- colore: giallo paglierino più o meno intenso;
- profumo: fruttato, caratteristico;
- sapore: secco, pieno, armonico;

### Syrah
| uvaggio                        | Syrah min 85% Vitigni a bacca nera idonei alla coltivazione nella regione Sicilia max 15% |
| titolo alcolometrico minimo    | xx,00% vol.                                                                               |
| acidità totale minima          | x,x g/l.                                                                                  |
| estratto secco minimo          | xx,00 g/l                                                                                 |
| resa massima di uva per ettaro | xxx q.                                                                                    |
| resa massima di uva in vino    | xx %                                                                                      |

#### Caratteri organolettici
- colore: rosso rubino intenso, tendente all'arancione con l'età;
- profumo: caratteristico, intenso, delicato e leggermente speziato;
- sapore: asciutto, di giusto corpo e gradevolmente tannico;